# Przeddrednot

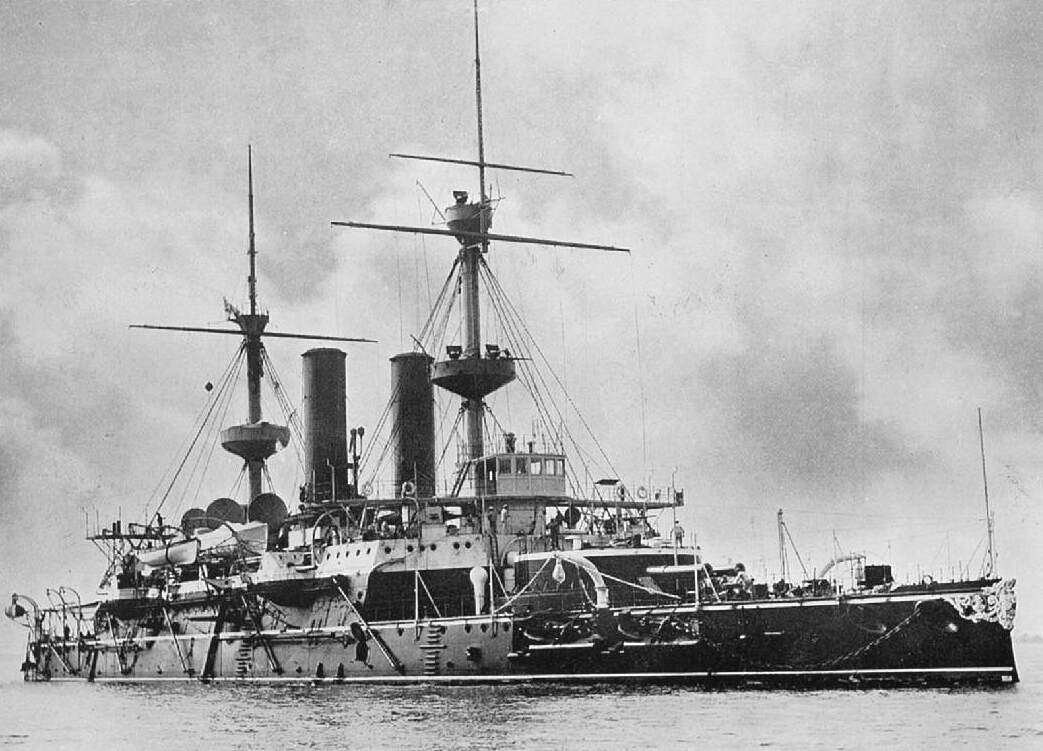
HMS „Hood” (1892)

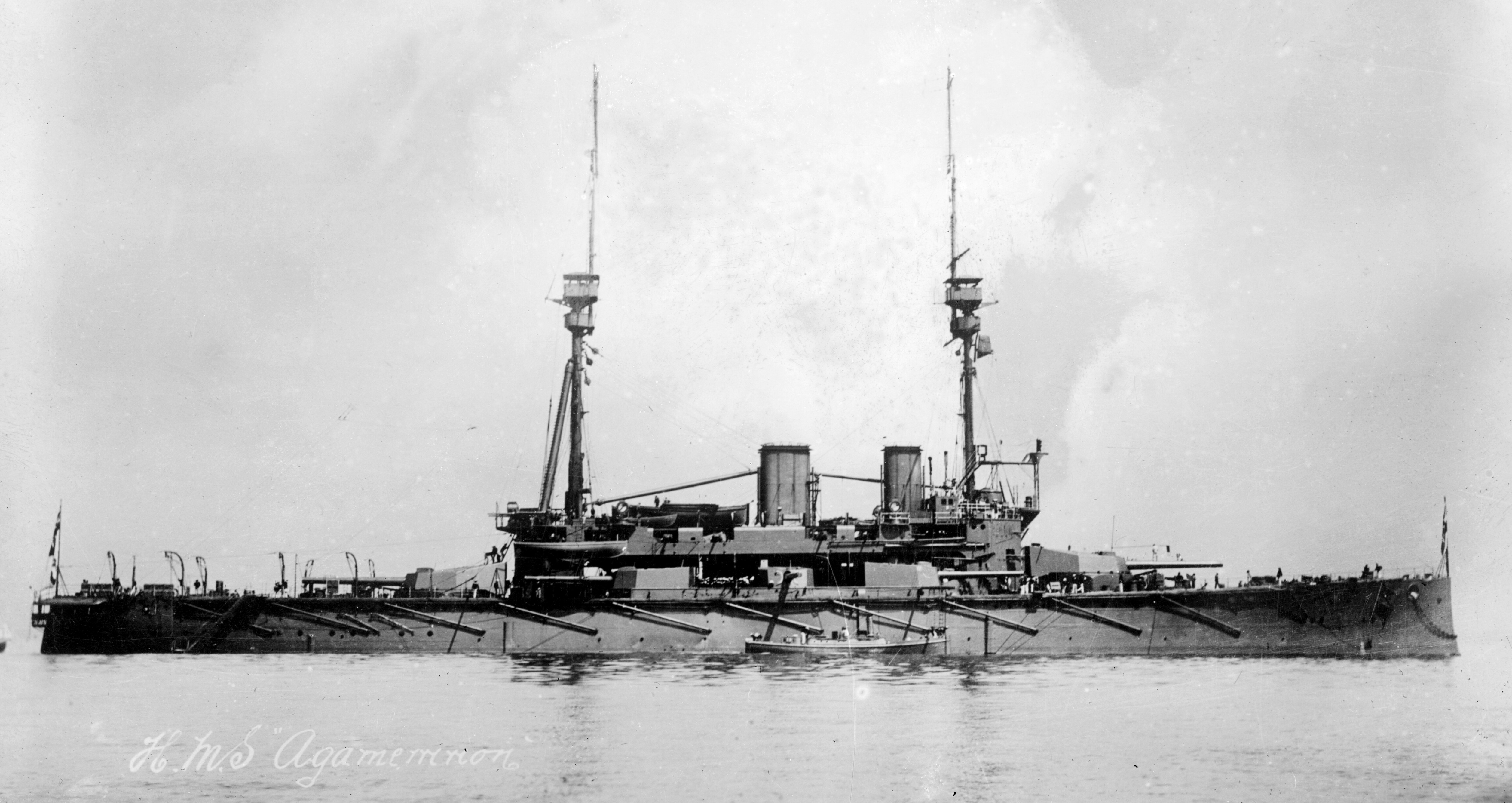
Jeden z ostatnich przedrednotów – brytyjski HMS Agamemnon (1906) typu Lord Nelson z 1906

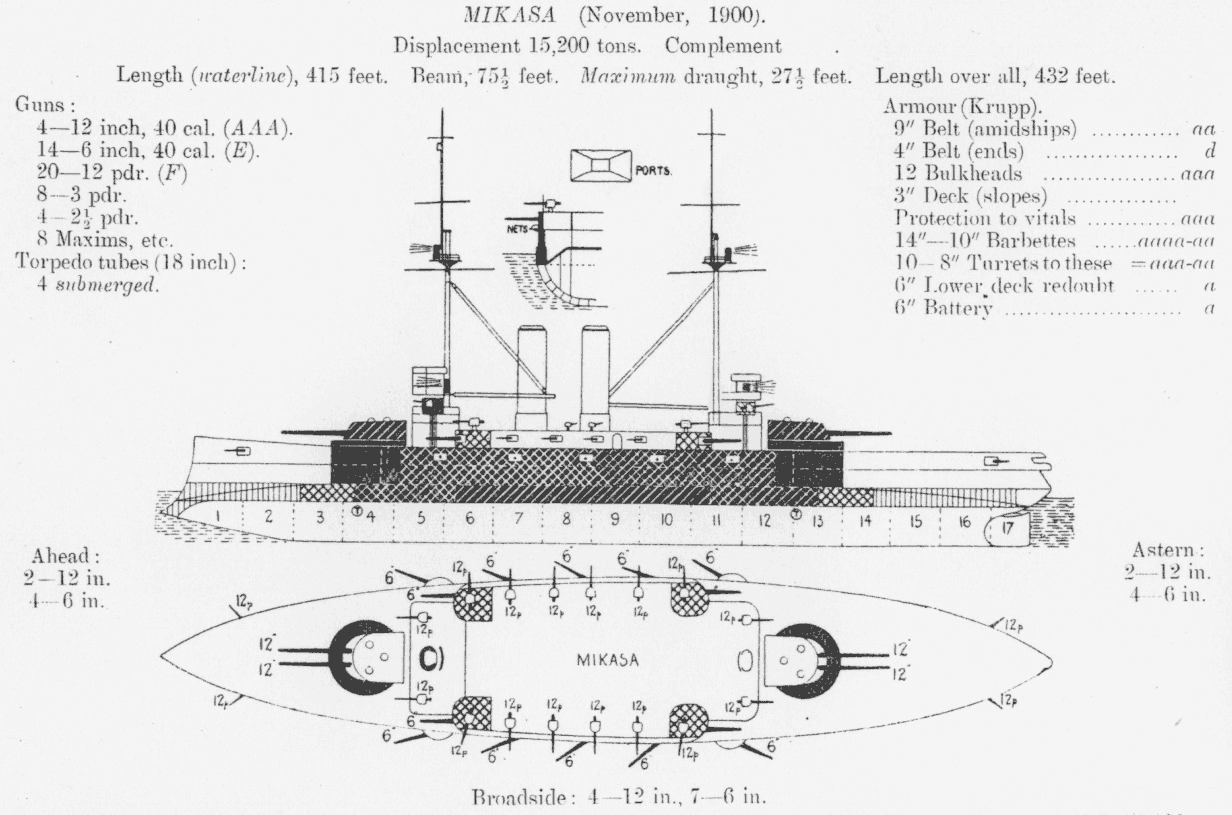
Szkic typowego przeddrednota „Mikasa” z 1900 z zaznaczonym opancerzeniem

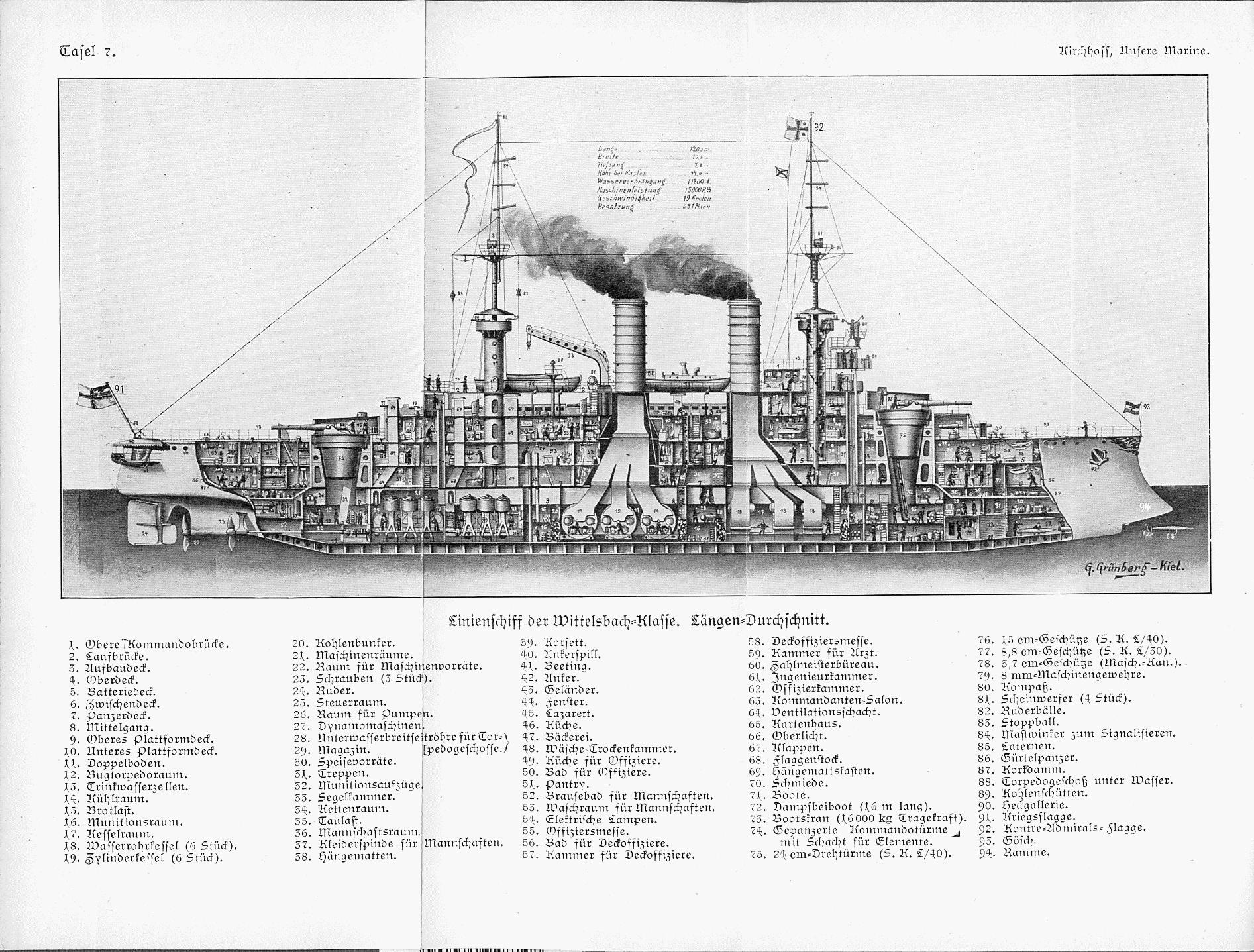

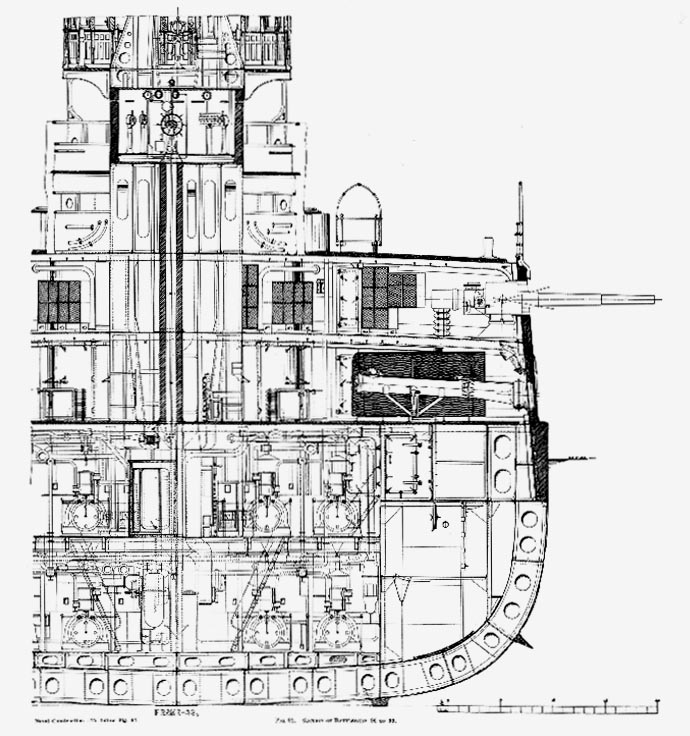
USS Kearsarge

Przeddrednot, predrednot (z ang. pre-dreadnought) – umowne określenie generacji okrętów liniowych (pancerników) budowanych od lat 80. XIX wieku do I dekady XX wieku. Nazwa, nadana później, oznacza pancerniki poprzedzające generację drednotów.

## Historia
Budowane wcześniej pancerniki były wyrazem poszukiwań właściwej koncepcji okrętu liniowego, czego efektem było powstanie dużej liczby różniących się od siebie okrętów, o różnych własnościach bojowych, na ogół posiadających także pomocniczy napęd żaglowy. Ogniwem ich rozwoju poprzedzającym bezpośrednio przeddrednoty były pancerniki wieżowe i pancerniki barbetowe. Brytyjski pancernik wieżowy HMS „Devastation” wodowany w 1871 r. był prekursorem klasycznego później układu konstrukcyjnego przeddrednotów, wzorowanego na monitorach, bez ożaglowania, z centralną grupą nadbudówek i artylerią główną zgrupowaną w dwóch stanowiskach na dziobie i rufie, mającą szerokie pole ostrzału dzięki niskim burtom.
W latach 80. XIX wieku ukształtowała się ostateczna koncepcja XIX-wiecznego pancernika. O przeddrednotach można mówić w zasadzie od 6 okrętów brytyjskiego typu Admiral, które weszły do służby w 1886 r. W odróżnieniu od wcześniejszych konstrukcji, nowe pancerniki (przeddrednoty) budowane były w seriach, aby uzyskać okręty o podobnych charakterystykach, mogące działać w składzie jednolitej floty liniowej.
Typowy pancernik generacji przeddrednotów był napędzany maszynami parowymi z centralnie umieszczoną kotłownią opalaną węglem. Ich wyporność wynosiła 10 000-16 500 t, długość kadłuba 100-140 m, prędkość 15-18 węzłów. Ostatnie z przeddrednotów – japoński typ Satsuma i francuski typ Danton (1911) miały wyporność do 19 700 t.
Większość przeddrednotów była uzbrojona w 4 działa głównego kalibru umieszczone w dwóch wieżach lub barbetach na dziobie i na rufie oraz od kilku do 20 dział średniego kalibru w kazamatach w nadbudówce lub kadłubie. Standardowym kalibrem dział artylerii głównej przeddrednotów stał się 305 mm; we wcześniejszych konstrukcjach stosowano także większe działa (głównie 343 mm), lecz nie były one praktyczne. Typowym kalibrem dział niemieckich okrętów był 280 mm. Rzadziej stosowano mniejsze działa, np. kalibru 254 mm. Najpowszechniejszym kalibrem artylerii średniej był 152 mm lub zbliżone. Wzrost znaczenia szybkostrzelności artylerii pod koniec XIX wieku doprowadził do tego, że późniejsze przeddrednoty (nazywane czasami semidrednotami) posiadały oprócz 4 dział głównego kalibru, od 4 do 12 dział drugiego głównego (mniejszego) kalibru (203–240 mm) w wieżach umieszczonych na burtach. Przeddrednoty posiadały również kilkanaście dział mniejszego kalibru (zwykle 65–88 mm oraz 37–47 mm) do zwalczania torpedowców oraz podwodne wyrzutnie torpedowe, natomiast nie posiadały jeszcze artylerii przeciwlotniczej, która na nielicznych okrętach pozostających w służbie była dodawana dopiero po I wojnie światowej.
Począwszy od 1906 r. pancerniki tej generacji zaczęły być wypierane przez konstrukcje nowego typu – drednoty (nazwa obu generacji pochodzi od brytyjskiego pancernika HMS „Dreadnought”). Największym starciem przeddrednotów była bitwa pod Cuszimą (1905) w czasie wojny rosyjsko-japońskiej.
Bardziej znane pancerniki z generacji przeddrednotów:
- rosyjskie: „Potiomkin”, „Retwizan”, „Cesariewicz”
- niemieckie: „Schleswig-Holstein”, „Schlesien”
- japońskie: „Mikasa”
- brytyjskie: typ Majestic, typ Canopus, typ King Edward VII

Opisane typy:
- pancerniki typu Braunschweig
- pancerniki typu Deutschland
- pancerniki typu Royal Sovereign (1889)